# Istakhri

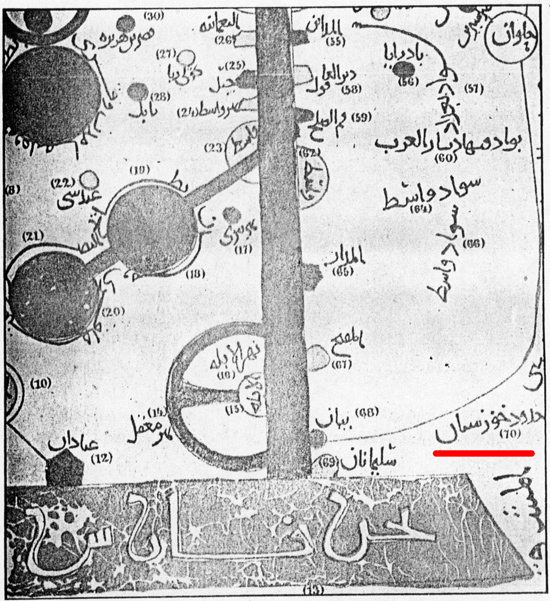
Une carte dessinée par Istakhri provenant du texte Al-aqalim.

Abul Qasim Ubaidullah ibn Abdullah ibn Khurdad-bih ou Istakhri fut un géographe médiéval persan.
On compte, au nombre de ses ouvrages, Al-masalik wa al-mamalik (Les itinéraires et les royaumes) ainsi que son Al-Aqalim (Les climats).
On lui doit la première description des moulins à vent.
Vers 950, il distingue trois sortes de Rús : ceux de Kiev, les Slawijah (les Slaves de Novgorod) et les Arthaniyah, dont le roi habite à Artha (les Erz’a, une tribu finnoise fixée sur la Soura, à l’ouest de Bolghar). Il serait le premier auteur du Moyen-Orient à mentionner la Corée.

## Galerie

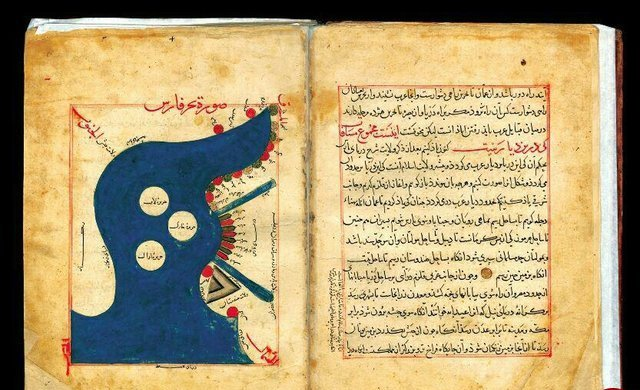
Golfe persique
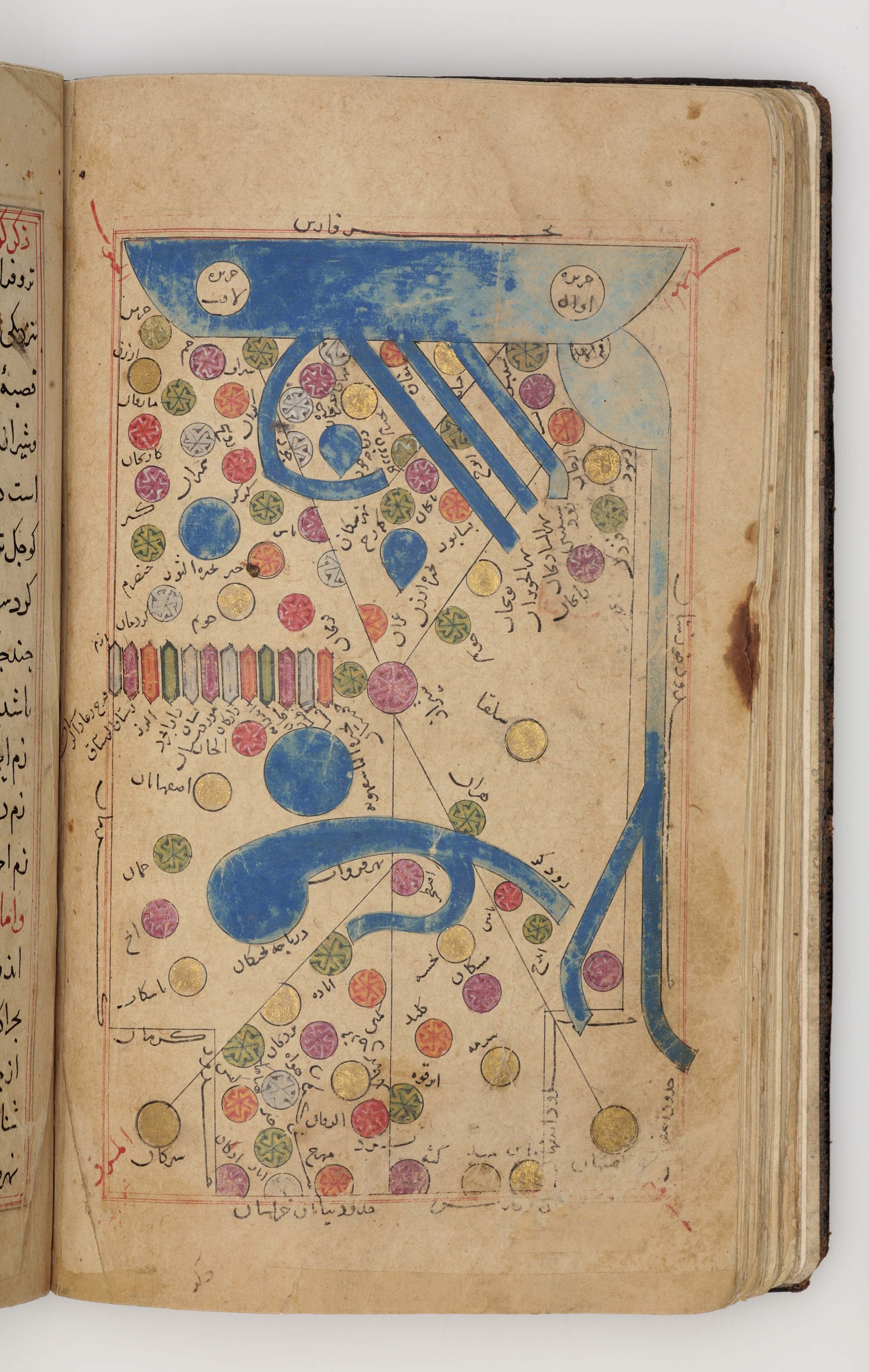
Fars
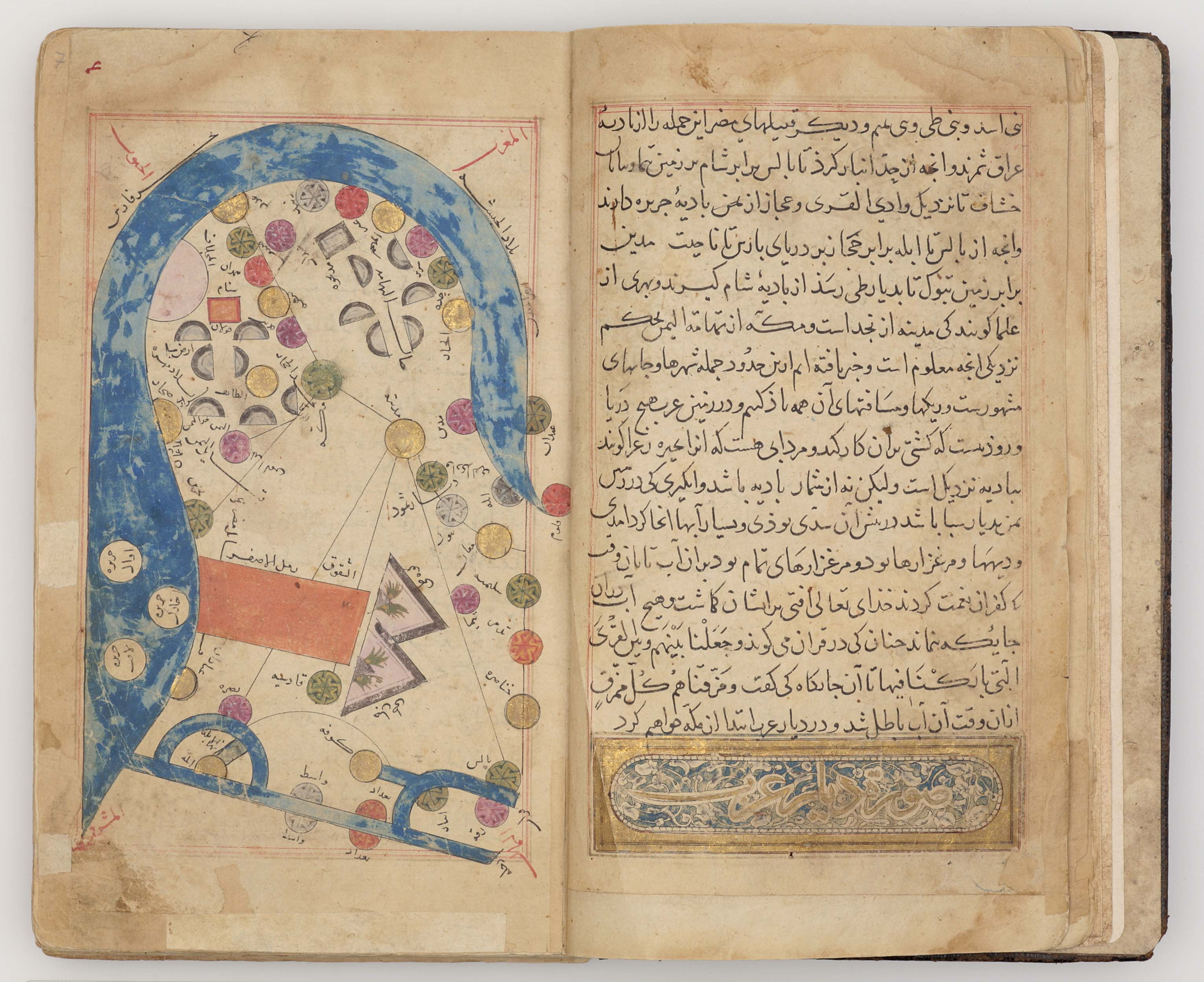
Arabie
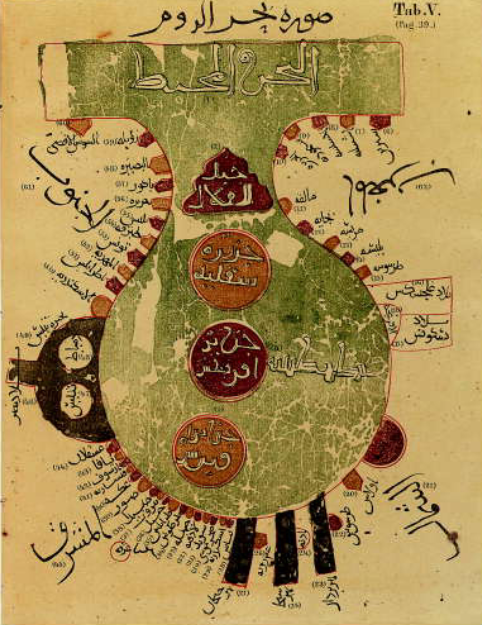
Méditerranée